# قیاس مضمر
قیاس مضمر یا قیاس پوشیده یا استدلال درذهن‌بوده (انگلیسی: Enthymeme)(یونانی: ἐνθύμημα, enthýmēma) یک برهان منطقی است که یکی از پیش‌فرض‌ها (مقدمات) آن یا نتیجهٔ آن حذف شده باشد.
علت این حذف ممکن است به این دلیل باشد که آن رکن (صغرا، کبرا، یا نتیجه) برای مخاطب بدیهی و واضع باشد و دیگر نیازی به دکر آن نباشد. علت دیگر این حذف ممکن است این باشد که آن رکن بدیهی و واضع نیست بلکه خطا است و حذف آن به منظور مخفی داشتن این خطا صورت بگیرد و در این صورت به آن مغالطه قیاس مضمر مردود گفته می‌شود.
این مفهوم را نخستین بار ارسطو در رسالهٔ خطابه به کار برده است.

## مثال
- سقراط فناپذیر است چرا که او انسان است.

در اینجا کبرای قیاس (اینکه همهٔ انسان‌ها فناپذیر هستند) حذف شده است. شکل کامل قیاس اینگونه است: «همهٔ انسان‌ها فناپذیر هستند. (کبرا) سقراط انسان است. (صغرا) بنابراین سقراط فناپذیر است. (نتیجه)»
- او خائن است چرا که با دشمن صحبت کرده است.

در اینجا کبرای قیاس (این که هر کس با دشمن صحبت کند خائن است) حذف شده است و گوینده مرتکب مغالطه قیاس مضمر مردود شده است.